# Nemognatha tarasca
Nemognatha tarasca es una especie de coleóptero de la familia Meloidae.

## Distribución geográfica
Habita en Guatemala, Nicaragua, Panamá y México.